# Long Hòa, Gò Công
Long Hòa là một phường thuộc thành phố Gò Công, tỉnh Tiền Giang, Việt Nam.

## Địa lý
Phường Long Hòa nằm ở phía nam thành phố Gò Công, có vị trí địa lý:
- Phía đông giáp phường Long Thuận và huyện Gò Công Đông
- Phía tây giáp huyện Gò Công Tây
- Phía nam giáp huyện Gò Công Tây và huyện Gò Công Đông
- Phía bắc giáp các phường 5, Long Chánh, Long Thuận.

Phường Long Hòa có diện tích 6,59 km², dân số năm 2022 là 10.380 người, mật độ dân số đạt 1.575 người/km².

## Hành chính
Phường Long Hòa được chia thành 5 khu phố: Chợ Mới, Giồng Cát, Kim Liên, Tân Xã, Việt Hùng.

## Lịch sử
Vùng đất xã Long Hòa trước đây thuộc tổng Hòa Đồng Trung, quận Gò Công, tỉnh Định Tường.
Ngày 24 tháng 4 năm 1957, thành lập xã Yên Luông trên cơ sở làng Yên Luông Đông và làng Yên Luông Tây thuộc quận Hoà Đồng, tỉnh Gò Công.
Sau ngày 30 tháng 4 năm 1975, thành lập xã Yên Bình trên cơ sở xã Yên Luông và xã Bình Tân thuộc huyện Tây, tỉnh Gò Công.
Đến tháng 3 năm 1976, xã Yên Bình thuộc huyện Gò Công.
Ngày 13 tháng 4 năm 1979, Hội đồng Chính phủ Quyết định số 155-CP về việc chia xã Yên Bình thành xã Yên Luông và xã Bình Tân thuộc huyện Gò Công Tây.
Ngày 16 tháng 2 năm 1987, Hội đồng Bộ trưởng ban hành Quyết định số Quyết định số 37-HĐBT về việc thành lập xã Long Hòa thuộc thị xã Gò Công mới tái lập.
Ngày 30 tháng 4 năm 1987, chính thức thành lập xã Long Hoà trên cơ sở ấp Chợ Mới (gồm 3 xóm: Chợ Mới 1, Chợ Mới 2, Bà Lễ) và ấp Giồng Cát (3 xóm: Rạch, Chồi, Giồng Cát) của xã Yên Luông, huyện Gò Công Tây.
Ngày 9 tháng 12 năm 2003, Chính phủ ban hành Nghị định số 154/2003/NĐ-CP về việc thành lập Phường 5 trên cơ sở 160 ha diện tích tự nhiên và 7.740 nhân khẩu của xã Long Hòa.
Sau khi điều chỉnh, xã Long Hòa còn lại 642,62 ha diện tích tự nhiên và 6.975 nhân khẩu.
Năm 2004, thành lập khu phố 2 và khu phố 3 thuộc Phường 5 trên cơ sở một phần diện tích, dân số của ấp Kim Liên, xã Long Hòa.
Ngày 19 tháng 3 năm 2024, Ủy ban Thường vụ Quốc hội ban hành Nghị quyết số 1013/NQ-UBTVQH15 (nghị quyết có hiệu lực từ ngày 1 tháng 5 năm 2024) về việc:
- Thành lập phường Long Hòa thuộc thị xã Gò Công trên cơ sở toàn bộ diện tích tự nhiên 6,59 km² và dân số là 10.380 người của xã Long Hòa.
- Thành lập thành phố Gò Công thuộc tỉnh Tiền Giang. Phường Long Hòa trực thuộc thành phố Gò Công.

Ngày 12 tháng 4 năm 2024, UBND tỉnh Tiền Giang ban hành Quyết định số 635/QĐ-UBND về việc chuyển các ấp Chợ Mới, Giồng Cát, Kim Liên, Tân Xã, Việt Hùng thành các khu phố có tên tương ứng.